# Prosto Mixtape IV
Prosto Mixtape IV – czwarty z cyklu mixtape wydany przez wytwórnię płytową Prosto. Materiał trafił do sprzedaży 27 listopada 2015 roku. Został zmiksowany został przez DJ-a B, DJ-a Grubaza, DJ-a Chwiała oraz Falcon1. Na płycie znalazło się dwadzieścia utworów wyprodukowanych m.in.: przez Czarnego Hifi oraz zespoły The Returners i Sampler Orchestra. Natomiast wśród raperów na albumie znaleźli się m.in.: Pezet, Sokół, Taco Hemingway, Parzel, Solar oraz KęKę.
W ramach promocji do pochodzącego z płyty utworu „Brać życie za mordę” został zrealizowany teledysk. Album dotarł do 16. miejsca polskiej listy przebojów – OLiS.

## Lista utworów
Opracowano na podstawie materiału źródłowego.
DJ. B
1. Czarny HIFI, Sampler Orchestra, The Returners, Sodrumatic, Ńemy – „Intro: za 15 lat” (produkcja: Czarny HIFI, The Returners, Sampler Orchestra, Sodrumatic, Ńemy) - 5:20
2. Diox, Pono – „Zła bajka” (produkcja: DJ. B) - 3:34
3. Fu, VNM – „Moment słabości” (produkcja: Roca Beats) - 3:05
4. 2sty, KęKę – „Zdjęcie klasowe” (produkcja: Stona) - 3:32
5. Sokół, Taco Hemingway, Ras - „Lek przeciwbólowy” (produkcja: Sir Michu) - 5:19

DJ Grubaz
1. Sokół, Brahu, Kaen – „Szczęśliwy idiota” (produkcja: Sampler Orchestra) - 5:21
2. Ńemy, VNM - „Skasowany numer” (produkcja: Brall Beats) - 3:21
3. Kafar, Juras, Lukasyno – „Wpierdol” (produkcja: Manifest) - 3:39
4. Parzel, Solar, Pono - „Przelew z Prosto” (produkcja: Drumkidz) - 3:32
5. Małach, Rufuz, Hinol, Diox - „Nie dbam - Prosto Remix” (produkcja: Małach) - 3:59

DJ Chwiał
1. Hades, Juras - „Gaz na ulicach” (produkcja: The Returners) - 2:49
2. Białas, Obywatel MC, VNM - „Pierwszy walkman” (produkcja: Statik Selektah) - 4:00
3. Kaen, HuczuHucz, Parzel - „Miasto o  swicie” (produkcja: En2ak) - 3:39
4. Sokół, Marysia Starosta, Bilon – „Zepsute miasto - Prosto Remix” (produkcja: The Returners) - 3:58
5. Diox, Wężu - „Widok we wstecznym lusterku” (produkcja: The Returners) - 3:21

Falcon1
1. VNM, KęKę, Sokół, Quebonafide – „Brać życie za mordę” (produkcja: Brall Beats) - 5:27
2. Hades, Koras – „Biała flaga” (produkcja: En2ak) - 4:00
3. Głowa, Solar - „Złe wychowanie” (produkcja: TMKBeatz) - 2:24
4. Diox, Kaen - „Psychofanki” (produkcja: Brall Beats) - 4:51
5. Pezet, Ńemy, 2sty - „Niedopowiedzenia - Prosto Remix” (produkcja: Ńemy) - 3:28